# Topla (dolina)
Topla je alpska dolina pod južnim ostenjem Pece v bližini Črne na Koroškem. Kot ena najlepših in najzanimivejših slovenskih dolin je območje, ki obsega okrog 1350 ha, že od leta 1966 zavarovano kot krajinski park in naravni spomenik. Po dolini teče istoimenski potok Topla, ki se izliva v reko Mežo. Zaradi svoje čistosti poleg potočnih postrvi v njej živijo tudi potočni raki (rak koščak). Najvišji vrh nad dolino je 2126 m visoka Kordeževa glava na grebenu Pece. V višjih legah doline se smrekovi gozdovi redčijo v korist macesna. Gozdovi Tople so zatočišče ogrožene vrste divjega petelina, ruševca in belke. Predstavnika sesalcev sta gams in alpski zajec.

## Geologija
V dolini se nahaja pred desetletjem zaprti rudnik Topla, nahajališče svinca, cinka in redkih mineralov. Kamnine na pobočjih Pece so stare preko 230 milijonov let in kažejo ostanke nekdanjega morja, amonite in fosilne polže.

## Naseljenost
Kljub temu, da je dolina geografsko odmaknjena od prometnih poti, segajo zapisi o njeni naseljenosti že v 16. stoletje. Znamenite visokogorske kmetije na severnih (prisojnih) pobočjih nad dolino dosegajo nadmorsko višino 1120 m. Kmetijska poslopja so zaznamovana z rezbarskimi detajli, pogosto pa ob njih stoji tudi mlin. Najbolj znan je Burjakov mlin na Topli, ki je sicer vključen v turistično transverzalo, imenovano Mlinska cesta in poteka od Šoštanja do Železne kaple v Avstriji. Poleg najnižje ležeče, Burjakove so na območju še 4 stoletne domačije: Florinova, Kordeževa, Fajmutova in zadnja (najvišje ležeča) Končnikova domačija, ki ohranjajo etnološko dediščino. Leta 1834 je bila s pojavom rudarstva zaznamovana tudi dolina Tople in nekateri prebivalci so se odločali za delo v rudniku.
V Topli je tudi plezališče Burjakova stena.
Dostop do doline je iz doline reke Meže, iz koroške smeri po cesti preko Črne na koroškem, iz štajerske smeri (Solčava, Logarska dolina) pa po cesti preko Pavličevega sedla.

## Krajinski park
Zaradi številnih naravnih lepot, izjemne kulturne krajine in ohranjene etnološke dediščine je skupaj z ovršjem Pece in obdajajočimi pobočji že od leta 1966 zavarovana kot naravni spomenik in krajinski park. Krajinski park Topla se ponaša s številnimi naravnimi in kulturnimi vrednotami. Razen Rudnika Topla nobena od naravnih vrednot, ki ležijo v krajinskem parku, ni zavarovana posamič, ampak so formalno »zavarovane« z Odredbo o razglasitvi doline Tople na Koroškem za naravno znamenitost.
Večina naravnih vrednot v krajinskem parku je lokalnega pomena, nekatere med njimi pa tudi državnega. Naravne vrednote v krajinskem parku so:
- Burjakova stena (geomorfološka in geološka zvrst lokalnega pomena) je predlagana za zavarovanje kot geomorfološki in geološki naravni spomenik. Grade jo 235 milijonov let star ladinijski apnenci. Nastanek stene je povezan s tektonsko aktivnostjo. Previsna drsna ploskev predstavlja za športne plezalce zanimivo plezališče.
- Burjakovo močvirje (botanična, ekosistemska, hidrološka, zoološka zvrst državnega pomena) je manjši kompleks močvirnih travnikov in predstavlja habitat ogroženih močvirskih rastlinskih in živalskih vrst. Je edini ohranjeni močvirni habitat v dolini Tople.
- Ciganska jama (geomorfološka zvrst državnega pomena) je kratka vodoravna jama, dolga 6 m, nastala kot posledica regionalnega preloma v ladinijskem apnencu.
- Končnikov drevored (drevesna zvrst lokalnega pomena) sestavljajo stari gorski javori pri kmetiji Končnik. Obseg najdebelejšega drevesa je 340 cm.
- Končnikov vrh - cemprini (Pinus cembra) (drevesna zvrst državnega pomena) na pobočju Končnikovega vrha je rastišče cemprinov, ki je pomembno zaradi možne avtohtonosti cemprinov v gozdnem okolju.
- Končnikove lipe (drevesna zvrst lokalnega pomena) z obsegom preko 330 cm so kljub starosti še zelo zdrave in vitalne.
- Korančevka (geomorfološka zvrst državnega pomena) je poševna, suha, zasigana jama v apnencu dolžine 54 m in globine 10 m.
- Peca (botanična, zoološka zvrst državnega pomena) je botanično pomembna lokaliteta, zlasti kot rastišče alpskih vrst na vzhodni meji območja razširjenosti - mali alpski zvonček (Primula minima), kamniška murka (Nigritella lithopolitanica),… ter bivališče redkih živalskih vrst - (belka (Lagopus mutus), ruševec (Lyrurus tetrix). Značilna je velika pestrost naravnih habitatov, večje število rastlinskih in živalskih vrst – endemiti, ogrožene ali zavarovane vrste ter vrste iz Bernske konvencije.
- Spodmol pri domačiji Burjak (geomorfološka zvrst državnega pomena) predstavlja spodmol večjih dimenzij v apnencu. V tem naravnem zatočišču so v preteklosti trli lan, tako da ima tudi kulturni pomen.
- Nahajališče fosilov (geološka zvrst državnega pomena) se nahaja v 230 milijonov let starem apnencu s fosilnimi ostanki polžev Omphaloptycha rosthorni in Gradiella gradiata, katerih velikost hišic doseže do 10 cm.
- potok Topla (hidrološka zvrst državnega pomena) predstavlja primer potoka, ki ga odlikujejo ohranjene naravne hidrološke in hidromorfološke značilnosti. V čisti vodi potoka živi avtohtona postrv potočnica, rak koščak (Austropotamobius torrentium) in potočne školjke, ki so zaradi svoje ekološke funkcije zavarovane živalske vrste.
- rastišče peščenega netreskovca (Jovibarba arenaria) (botanična zvrst državnega pomena) predstavlja eno redkih nahajališč v Sloveniji in svojstveno sestavo naskalnih vrst na Koroškem.